# Lepidisis cyanae
Lepidisis cyanae är en korallart som beskrevs av Manfred Grasshoff 1986. Lepidisis cyanae ingår i släktet Lepidisis och familjen Isididae. Inga underarter finns listade i Catalogue of Life.